# 이근석
이근석(李根晳, 1917년 1월 17일 ~ 1950년 7월 4일)은 대한민국의 군인이다. 일본식 이름은 아오키 모토미쓰(青木根晳, 청목근석)이다.
그는 대한민국 공군 창설자 중 한 명이었으며 한국 전쟁 당시 전사했다.

## 생애

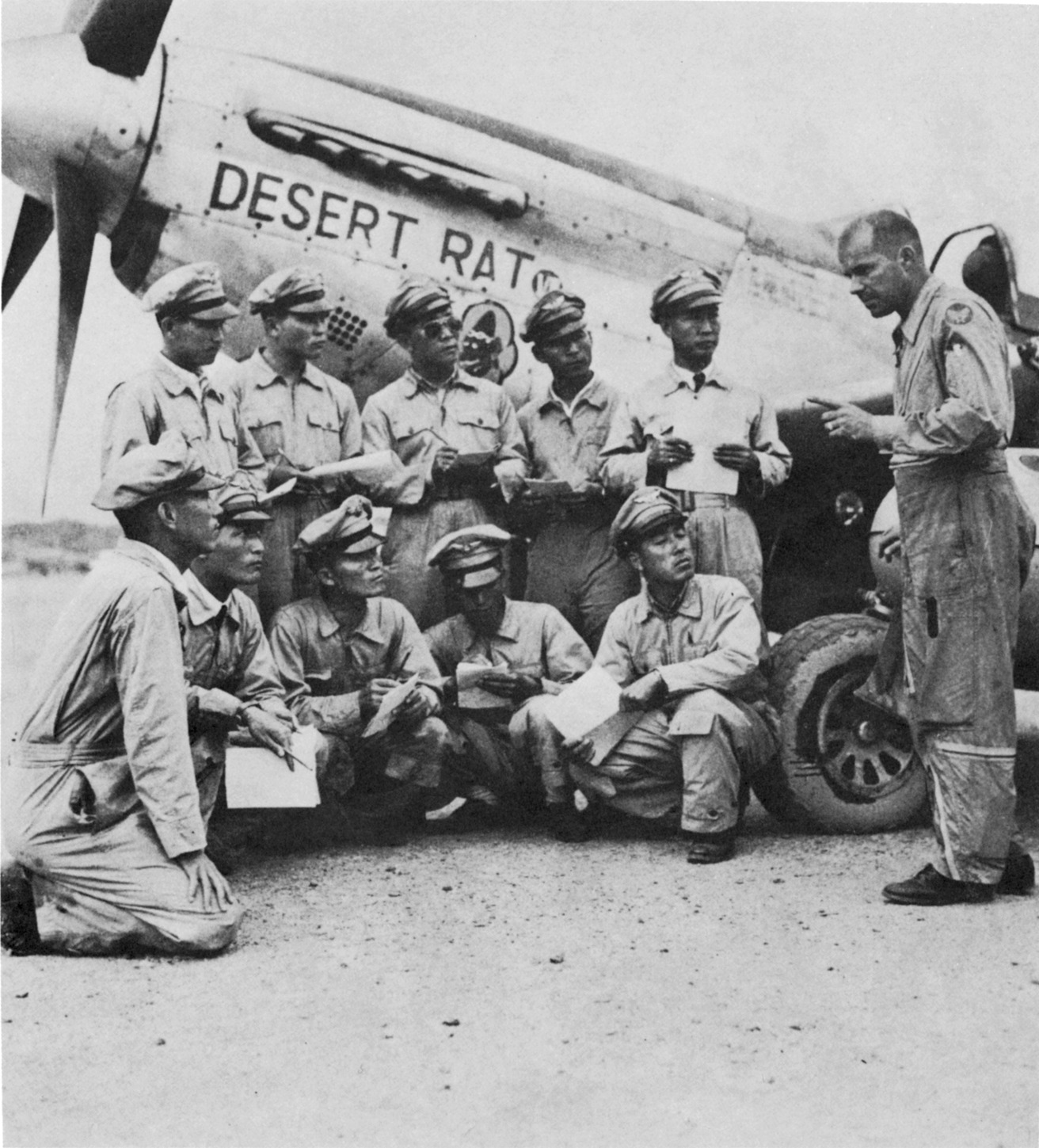
일본 이다즈께 기지에서 비행교육을 받고 있는 F-51 인수조종사 10명앞줄 왼쪽부터 김영환 중령, 김성룡 중위, 강호륜 대위, 박희동 대위, 장성환 중령, 뒷줄 왼쪽부터 정영진 중위, 이상수 중위, 김신 중령, 장동출 중위, 이근석 대령.

그는 일제 강점기 평안남도 평원군 청산면 구원리 출생으로 어려서부터 끝없는 하늘에 대한 동경과 함께 비행사에 대한 꿈을 품어왔는데 1933년 평양고등보통학교를 졸업하고 일본에 있는 구마다니(態谷) 비행학교에 소년비행병 제2기생으로 입교한 이근석은 쾌활하고 과단성 있는 호남아로 명성을 떨쳤고 뿐만 아니라 진취성과 적극성을 겸비한 학생으로서 평판이 높았다. 
또한 민족적인 울분으로 일본인에게 지지 않으려는 자존심이 그의 모든 처신에 잠복해 있었으며, 천재적이라 할 만큼 뛰어난 조종사로서의 재능은 그를 가장 우수한 학생으로 만들었다. 따라서 그의 조종술은 교내에 널리 알려지게 되었고, 담당교관은 그를 비행술의 천재라 칭할 정도였다.
1934년 만주사변에서 구마다니 비행학교를 졸업하고 요시오카(吉岡) 전투비행부대로 배속되었는데, 당시 요시오카 전투비행부대는 육군항공부대 중에서도 최정예의 조종사들로 구성된 부대였다. 첫 출격부터 적기를 격추하는 전과를 올린 그의 조종술은 부대의 정평으로 알려지게 되었다. 태평양 전쟁 발발 이후 77전대에 배속, 랑군 비행장 폭격에 참여했다가 영국군 67비행대 소속 부르스터 버팔로 전투기에게 격추당해 포로가 된다. 포로가 되기까지 올린 전과는 18대 혹은 23대 격추이다. 포로 생활을 하며 다른 일본군 포로들과 원만한 관계를 유지했던 것으로 보이며, 설욕을 다짐했었다고 한다. 영국군 포로 수용소에서 일어난 항명 사건에도 가담했던 것으로 보인다.
해방 후 공군 창설에 주력해 최용덕(崔用德), 김정렬(金貞烈), 이영무(李永茂), 장덕창(張德昌), 박범집(朴範集), 김영환(金英煥) 등과 함께 공군 창설 7인 간부의 일원으로 이 과정에 참여하여 마침내 1946년 4월 1일 최초의 항공부대가 조선경비대 내에 창설되었다.
1948년 수색의 조선경비대 보병학교를 거쳐 5월 14일 태능의 경비사관학교를 간부후보생 1기로 졸업, 육군 소위로 임명된 그는 육군항공 총감부와 육군항공기지사령부에서 비행단장으로 근무한 후 1949년 7월 육군 대령으로 진급하였다.
1949년 10월 육군으로부터 공군이 독립됨과 동시에 이근석은 새로이 창설된 공군사관학교의 초대 교장으로 임명되어 공군의 간성을 육성하는데 이바지하였다. 1950년 5월 공군 비행단장에 임명되었다가 한국 전쟁이 발발하자 F-51전투기 인수단장의 자격으로 도일(渡日)하여 미 극동공군이 양도한 10대의 최신 전투기를 성공적으로 인수했다. 
F-51기를 인수하여 귀국해 1950년 7월 3일 작전명령 제25호에 의거 대한민국 공군 사상 최초의 전투기 출격을 감행하였으며, 7월 4일에도 작전수행을 위해 출격해 임무를 수행하던 중 안양 상공에서 지상의 목표를 향한 저고도 급강하 공격 도중, 일본군 시절에 조종하던 Ki-27과 달리 중량이 무겁던 F-51전투기의 특성을 미쳐 파악못해 결국 상승을 실패함과 동시에 지면에 그대로 추락해서 전사한다. 이에 대해서 당시 대한민국 공군을 지원하던 미국의 딘 헤스 소령은 저서에서 "미군기를 과거에 다수 격추시켰었다는 자신감에 배움에 있어서 회의적이었다."고 회상하며 "능숙한 조종사가 어처구니 없이 희생되었다."고 적었다.
사후 1951년 9월 19일 태극무공훈장과 함께 공군 대령에서 공군 준장으로 특진이 추서되었으며, 뒤이어 미국 정부로부터 특수비행훈장을 증여받았다. 유해는 1957년 4월 28일 서울 동작동 국립현충원 장군묘역 1-2에 안장되었다.
1. ↑  “공군의 최초 전투기 F-51 인수.출격 재연식”. 연합뉴스. 2021.11.09에 확인함.